# كيني سميث (لاعب كرة قدم أمريكية)
كيني سميث (بالإنجليزية: Kenny Smith)‏ هو لاعب كرة قدم أمريكية أمريكي، ولد في 8 سبتمبر 1977 في ميريديان في الولايات المتحدة.

## وصلات خارجية
- كيني سميث على موقع مرجع كرة القدم المحترفة.كوم (الإنجليزية)